# Lemniscata polinòmica

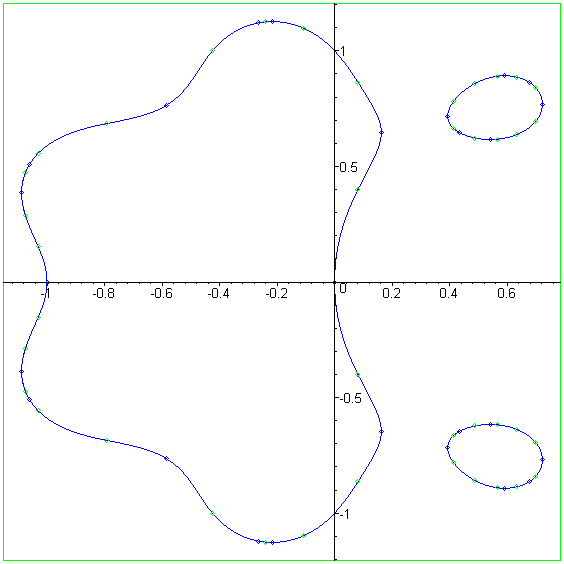

En matemàtiques, una lemniscata polinòmica o corba de nivell polinòmica és una corba algebraica plana del grau 2n, construïda a partir d'un polinomi p amb coeficients complexos de grau n.
Per a qualsevol tal polinomi p i nombre real positiu c, es pot definir un conjunt de nombres complexos amb {\displaystyle |p(z)|=c.} Aquest conjunt de nombres es poden equiparar a punts en el pla cartesià, que porten a una corba algebraica ƒ(x,y) = c² de grau 2n, que resulta de desenvolupar {\displaystyle p(z){\bar {p}}({\bar {z}})} en termes de z = x  + iy.
Quan p és un polinomi del grau 1 llavors la corba que resulta és simplement una circumferència el centre de la qual és el zero de p. Quan p és un polinomi del grau 2 llavors la corba és un Oval de Cassini.

## Lemniscata d'Erdős

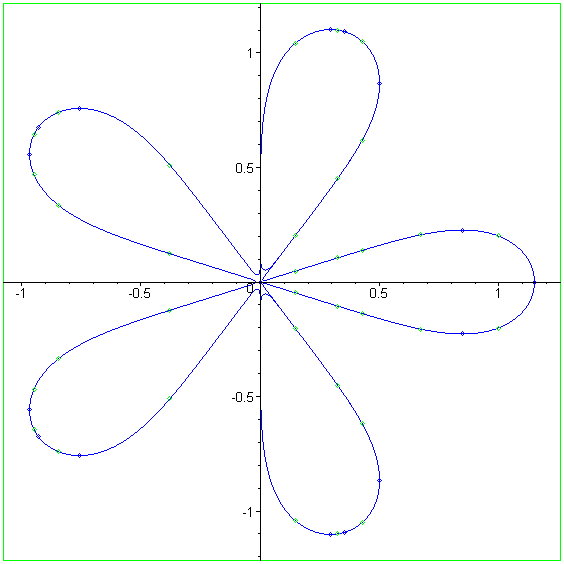
Erdős lemniscate of degree ten and genus six

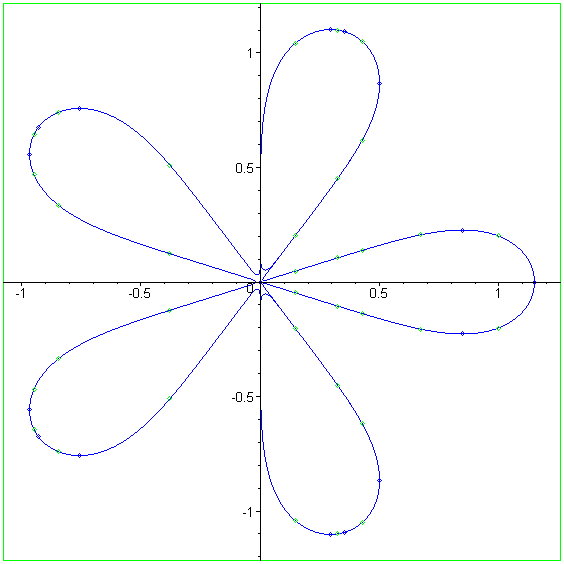
Lemniscata Erds del grau deu i gènere sis

Una conjectura d'Erdős que ha atret interès considerable fa referència a la màxima llargada d'una lemniscata polinòmica ƒ(x,y) = 1 de grau 2n quan p és monic, que Erdős conjecturava que s'assolia quan p(z) = zn − 1. En el cas quan n = 2, la lemniscata Erdős és la lemniscata de Bernoulli
{\displaystyle (x^{2}+y^{2})^{2}=2(x^{2}-y^{2})\,}
i s'ha demostrat que aquesta és en efecte la llargada màxima en grau quatre. La lemniscata Erdős té tres punts de n-pleg ordinaris, un dels quals és a l'origen, i un gènere de (n − 1)(n − 2)/2. Invertint la lemniscata Erdős respecte de la circumferència unitat, s'obté una corba no singular de grau n.

## Lemniscata polinòmica genèrica
En general, una lemniscata polinòmica no tocarà a l'origen, i tindrà només dues singularitats ordinàries n-pleg, i per això un gènere (n − 1)². Com a corba real, pot tenir un cert nombre de components desconnectats. Per això, no s'assemblarà a una lemniscata, fent que el nom no sigui gaire escaient.

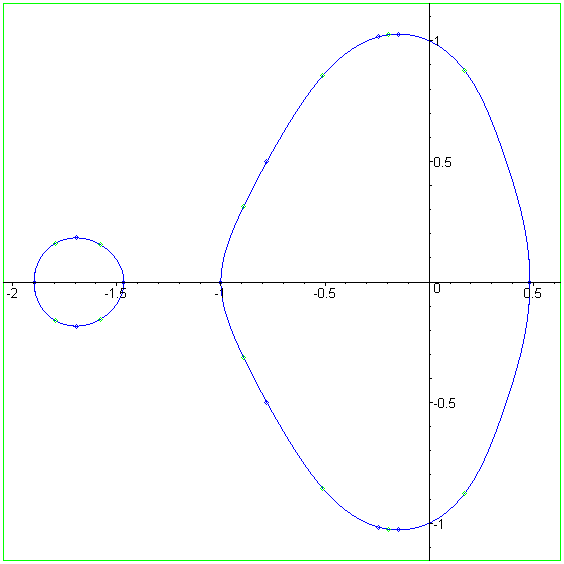
Corba de Mandelbrot M₂ de grau vuit i gènere nou

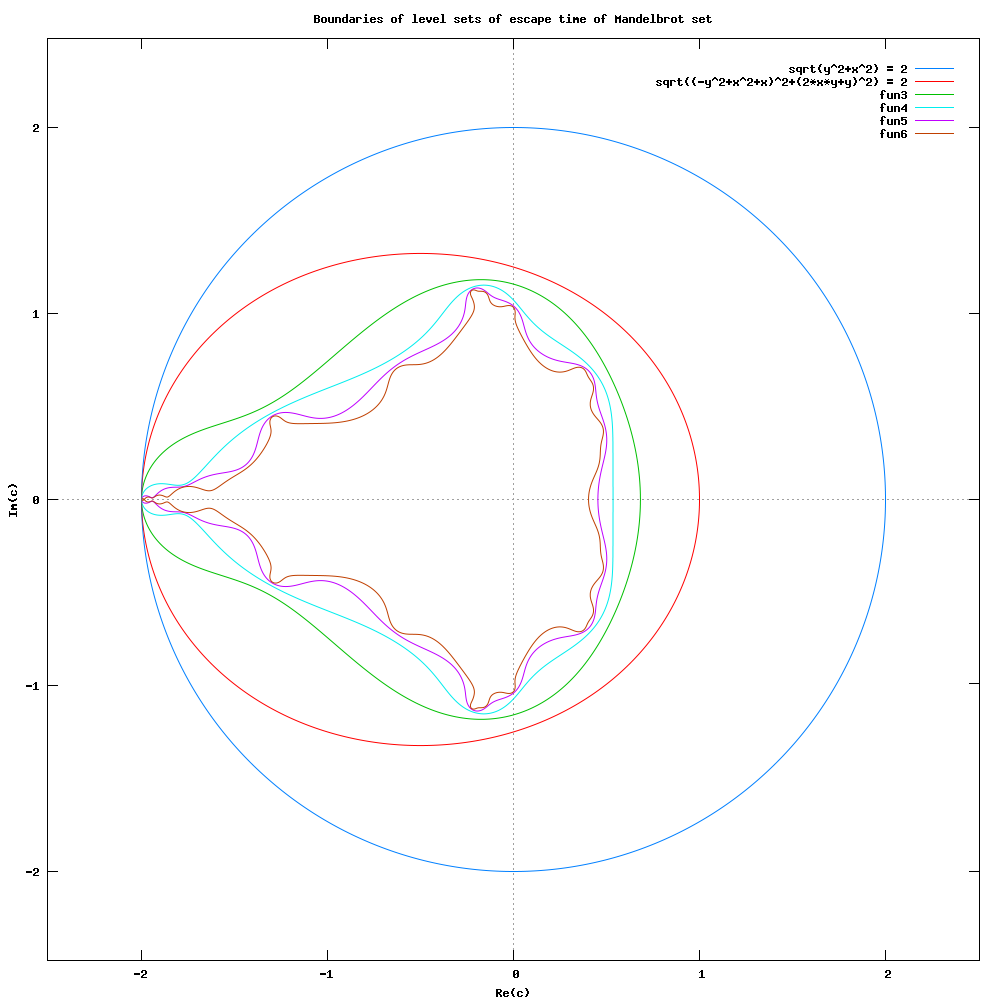
Lemniscates de Mandelbrot 1–6 per a Er = 2

Un exemple interessant de tals lemniscates polinòmiques són les corbes de Mandelbrot.
Si es fixa p0 = z, i pn = pn −1² + z, llavors les lemniscates polinòmiques corresponents Mn definides per|pn(z)| = Er convergeixen la frontera del conjunt de Mandelbrot. Si Er < 2 queden dins, si Er ≥ 2 a fora del conjunt de Mandelbrot.